# Chariton Łaptiew
Chariton Prokofjewicz Łaptiew (ros. Харитон Прокофьевич Лаптев; ur. 1700, zm. 1763) – rosyjski oficer marynarki, odkrywca i badacz polarny, kuzyn Dmitrija.
Karierę wojskową rozpoczął w 1718 roku jako kadet, do 1730 roku służył na okręcie. W 1734 roku brał udział w oblężeniu Gdańska. Razem z Siemionem Czeluskinem opisał półwysep Tajmyr pomiędzy ujściami Chatangi i Piasiny.
Po powrocie z wyprawy zajął się tworzeniem mapy Syberii oraz powrócił do służby we flocie.
Morze Łaptiewów nazwano na cześć jego i jego kuzyna Dmitrija.